# Agrodiaetus ferretis
Agrodiaetus ferretis är en fjärilsart som beskrevs av Fav. Agrodiaetus ferretis ingår i släktet Agrodiaetus och familjen juvelvingar. Inga underarter finns listade i Catalogue of Life.